# Апостольське Передання
Апо́стольське Передання́ грец. Αποστολικὴ παράδοσις — в широкому сенсі — частина священного Передання, в церковно-науковій літературі і патрології — передбачуване ядро цілого ряду літургіко-канонічних пам'яток, яке дає докладну картину устрою церковного життя III ст., Будучи важливим джерелом з історії ранньохристиянського богослужіння.
Оригінальний текст Апостольського Передання невідомий.  
Пошуки твору, який називався би «Апостольське Передання», почалися з часу виявлення в 1551 р. в Римі при царюванні св. Лаврентія на Тибуртинский дорозі статуї якогось єпископа, на підставі якої були вигравірувані великодні таблиці і назви творів, що належать сщмч. Іполиту Римському (пом. 235?). Серед інших на підставі статуї вибиті слова: «Περὶ χαρισμάτων ἀποστολικὴ παράδοσις» (про харизму [дарування] Апостольського передання; цю фразу можна вважати назвою як першої, так і другої пам'ятки), однак жодний з відомих творів св. Іполита неможливо ототожнити зі згаданим «ἀποστολικὴ παράδοσις».  
В кін. XIX - поч. XX ст., з відкриттям і публікацією великого числа літургіко-канонічних пам'ятників, дослідниками було відмічено значну схожість між окремими частинами 5 збірок: «Синодосу» (ін. Назва - «Єгипетські церковні постанови»; грец. Оригінал втрачено, відомі коптські - саідична (найдавніша, близько 500) і бохайрська - араб. і ефіоп. версії, що відрізняються одна від одної), Веронского палімпсесту (збірник лат. Перекладів декількох Літургіко-канонічних пам'ятників, бл. 494 - по Б. Ботту), «Епітоми» (V ст.?; Містить переробку VIII книги «Апостольських постанов»), «Заповіту Господа нашого Ісуса Христа» (V ст .; зберігся тільки сирійський переклад грецького тексту), « Канонів Іполита » (IV або V ст.; зберігся тільки араб. переклад грецького тексту). Ця схожість була пояснена Е. Шварцем і Р. Г. Конноллі шляхом виділення з «Синодосу» і Веронского палімпсесту якогось самостійного тексту (позначимо його як «κ»), таким чином, «Синодос» складається з «Канонів святих апостолів» ( III ст.), «κ» і переробленої VIII кн. «Апостольських постанов» (бл. 380); Веронський палімпсест - з «Дидаскалії апостолів» (III ст.), «Канонів свтихя апостолів» і «κ»; інші 3 збірника містять окремі фрагменти «κ». Цей текст «κ» і отримав назву «Апостольського передання», оскільки дослідники XX в. (Конноллі і ін.) Ототожнили його з втраченим «ἀποστολικὴ παράδοσις» свщмч. Іполита Римського. Вважається, що найближче до передбачуваного першоджерела знаходиться лат. текст Веронского палімпсесту (Hanssens. P. 171-216, 249-253), оскільки грецького оригіналу тексту «κ» не існує. Слід зазначити, що версії Апостольського передання, які виділяються з кожного збірника,  не ідентичні, відмінності між ними в окремих розділах досить істотні. Критичну реконструкцію Апостольського передання зробив Б. Ботт. При цитуванні Апостольського передання зазвичай дотримуються нумерації глав по виданню Б. Ботта. Текстологічний аналіз показує, що єдина латинська редакція Апостольських передань (у Веронскому палімпсесті) є перекладом з грецького джерела III ст., має єгипецьке або сирійське походження. 